# Pinji jezik
Pinji jezik (apindje, apindji, apinji, gapinji; ISO 639-3: pic), bantu jezik iz gabonske provincije Ngounié, kojim govori oko 5 000 (1990 CMA) pripadnika plemena Pinji između Eleke i Fougamoua, čije je porijeklo s gornje Ogooué.
Pinji pripada sjeverozapadnoj bantu skupini, i jedan je od pet jezika podskupine Tsogo (B.30). Neki govore i jezikom tsogo [tsv].